# Emydocephalus szczerbaki
Espèce
Emydocephalus szczerbaki est une espèce de serpents de la famille des Elapidae.

## Distribution
Cette espèce marine se rencontre dans les eaux du Viêt Nam.

## Étymologie
Son nom d'espèce szczerbaki lui a été donné en l'honneur de Mykola Mykolaiovych Shcherbak (1927-1998), un herpétologiste ukrainien parfois orthographié Nikolay Szczerbak.

## Publication originale
- (en) Dotsenko, 2011 "2010" : Emydocephalus szczerbaki sp. n. (Serpentes, Elapidae, Hydrophiinae) ― a new species of the turtleheaded sea snake genus from Vietnam. Zbirnik prats’ zoologichnogo museyu, Kiev, vol. 41, p. 128-138.